# Salitre (Ecuador)
Salitre, antiguamente conocida como Las Ramas, es una ciudad ecuatoriana; cabecera del Cantón Salitre, perteneciente a la Provincia de Guayas. Se localiza al centro-sur de la región litoral del Ecuador, asentada en una extensa llanura, entre los ríos Salitre y Vinces, a una altitud de 6 m s. n. m. y con un clima tropical de 26 °C en promedio.
Es llamada la «Capital montuvia del Ecuador». En el censo del año 2022, la ciudad tenía una población de 13571 habitantes, lo que la convierte en la septuagésima novena ciudad más poblada del país. Forma parte de la Conurbación de Guayaquil, pues su actividad económica, social y comercial está fuertemente ligada a Guayaquil, siendo "ciudad dormitorio" para cientos de personas que se trasladan a Guayaquil por vía terrestre diariamente. El conglomerado alberga a 3 618 450 habitantes, y ocupa la primera posición entre las conurbaciones del Ecuador. Sus orígenes datan del siglo XIX, teniendo un lento, pero sostenido crecimiento demográfico, hasta establecer un poblado urbano. Las actividades principales económicas de la ciudad son: la agricultura, la ganadería y el comercio.

## Toponimia
Estas tierras tenían grandes manadas de ganado que pastaban libremente. No se conocía el cuatrerismo, y cuando por circunstancias varias se extraviaban, los dueños del ganado mandaban a buscarlos en las zonas “salitrosas” que había donde hoy se asienta el poblado, ya que eran los lugares preferidos para lamer la tierra por parte de los vacunos. Con el tiempo se acortó la palabra, y los señores hacendados decían simplemente -vayan al salitre-, ahí deben estar nuestros semovientes.

## Historia
Francisco Franco construyó en junio de 1846 la primera casa a orillas del río Vinces, en la Bocana, una zona salitrosa; luego fue vendiendo solares a varias familias que llegaron de varias partes a establecerse en el sector. Aquel lugar se lo conoció como "Las Ramas" y hasta 1859 pertenecía a Santa Lucía, cuando el 17 de septiembre, el Consejo de Daule acordó crear una parroquia civil con el nombre de "Las Ramas", lo cual se ratificó después de dos años. En 1863, el Congreso Nacional del Ecuador aprobó que "Las Ramas" dependa de Baba, pero estando de gobernador de Guayas, Vicente Piedrahíta, logró que el presidente Gabriel García Moreno no ejecute el proyecto, quedando así Las Ramas aún bajo la jurisdicción de Daule.
Salitre fue elevada a la categoría de cantón el 27 de noviembre de 1959 con el nombre de Urvina Jado, en honor a Francisco Urbina Jado, financista de Guayaquil, e hijo del expresidente General José María Urbina Viteri. El apellido Urbina fue cambiado por su madre al de Urvina, con "v", el cual es de origen vasco. Sin embargo, el cantón retomó el nombre de Salitre, el cual era el más común entre sus habitantes.
El primer mandatario del cantón Urvina Jado fue Teodulfo Triana Fuentes, con el cargo de Presidente del Concejo Municipal de Urbina Jado, luego de su período presidencial le sigue, el Sr. Romeo Vera Layana, quien fue el ejecutor del primer parterre central a lo largo de la avenida 24 de mayo, con ayuda de camiones de su propiedad.

## Geografía
El territorio que ocupa el cantón Salitre se extiende sobre un área de 388 km². Limita al norte con la provincia de Los Ríos y el cantón Palestina; al sur con Samborondón; al este con la provincia de Los Ríos, y al oeste con los cantones de Palestina, Santa Lucía y Daule. Su población es de
59 619 habitantes de los cuales 30 mil viven en su cabecera cantonal.
Salitre es un lugar de clima cálido y húmedo, con una temperatura media de 28°C. Su altitud es de 5 m s. n. m.
Debido a estar cerca de los cantones de Daule y Samborondón (ambas conectada con la ciudad de Guayaquil), Salitre es considerada parte de la Conurbación de Guayaquil.

## Política
Territorialmente, la ciudad de Salitre está organizada con una sola parroquia urbana, mientras que existen tres parroquias rurales con las que complementa el área total del Cantón Salitre. El término "parroquia" es usado en el Ecuador para referirse a territorios dentro de la división administrativa municipal.
La ciudad y el cantón Salitre, al igual que las demás localidades ecuatorianas, se rige por una municipalidad según lo previsto en la Constitución de la República. El Gobierno Autónomo Descentralizado Municipal de Salitre, es una entidad de gobierno seccional que administra el cantón de forma autónoma al gobierno central. La municipalidad está organizada por la separación de poderes de carácter ejecutivo representado por el alcalde, y otro de carácter legislativo conformado por los miembros del concejo cantonal.
La Municipalidad de Salitre, se rige principalmente sobre la base de lo estipulado en los artículos 253 y 264 de la Constitución Política de la República y en la Ley de Régimen Municipal en sus artículos 1 y 16, que establece la autonomía funcional, económica y administrativa de la Entidad.

### Alcaldía
El poder ejecutivo de la ciudad es desempeñado por un ciudadano con título de Alcalde del Cantón Salitre, el cual es elegido por sufragio directo en una sola vuelta electoral, sin fórmulas o binomios en las elecciones municipales. El vicealcalde no es elegido de la misma manera, ya que una vez instalado el Concejo Cantonal se elegirá entre los ediles un encargado para aquel cargo. El alcalde y el vicealcalde duran cuatro años en sus funciones, y en el caso del alcalde, tiene la opción de reelección inmediata o sucesiva. El alcalde es el máximo representante de la municipalidad y tiene voto dirimente en el concejo cantonal, mientras que el vicealcalde realiza las funciones del alcalde de modo suplente mientras no pueda ejercer sus funciones el alcalde titular.
El alcalde cuenta con su propio gabinete de administración municipal mediante múltiples direcciones de nivel de asesoría, de apoyo y operativo. Los encargados de aquellas direcciones municipales son designados por el propio alcalde. Actualmente, el Alcalde de Salitre es Milton Moreno, elegido para el periodo 2023 - 2027.

### Concejo cantonal
El poder legislativo de la ciudad es ejercido por el Concejo Cantonal de Salitre el cual es un pequeño parlamento unicameral que se constituye al igual que en los demás cantones mediante la disposición del artículo 253 de la Constitución Política Nacional. De acuerdo a lo establecido en la ley, la cantidad de miembros del concejo representa proporcionalmente a la población del cantón.
Salitre posee cinco concejales, los cuales son elegidos mediante sufragio (Sistema D'Hondt) y duran en sus funciones cuatro años pudiendo ser reelegidos indefinidamente. El alcalde y el vicealcalde presiden el concejo en sus sesiones. Al recién instalarse el concejo cantonal por primera vez los miembros eligen de entre ellos un designado para el cargo de vicealcalde de la ciudad.

## Transporte
El transporte público es el principal medio transporte de los habitantes de la ciudad, tiene un servicio de bus público interparroquial e intercantonal para el transporte a localidades cercanas. Buena parte de las calles de la ciudad están asfaltadas o adoquinadas, aunque algunas están desgastadas y el resto de calles son lastradas, principalmente en los barrios nuevos que se expanden en la periferia de la urbe.

#### Avenidas y calles importantes
- Vernaza
- 27 de Noviembre
- Sucre
- Jaime Roldós

## Educación
La ciudad cuenta con una regular infraestructura para la educación. La educación pública en la ciudad, al igual que en el resto del país, es gratuita hasta la universidad (tercer nivel) de acuerdo a lo estipulado en el artículo 348 y ratificado en los artículos 356 y 357 de la Constitución Nacional. La urbe está dentro del régimen Costa por lo que sus clases inician los primeros días de mayo y luego de 200 días de clases se terminan en el mes de marzo. La infraestructura educacional presentan anualmente problemas debido a sus inicios de clases justo después del invierno, ya que las lluvias por lo general destruyen varias partes de los plantes educativos en parte debido a la mala calidad de materiales de construcción, especialmente a nivel marginal.

## Medios de comunicación
La ciudad posee una red de comunicación en continuo desarrollo y modernización. En la ciudad se dispone de varios medios de comunicación como prensa escrita, radio, televisión, telefonía, Internet y mensajería postal. En algunas comunidades rurales existen telefonía e Internet satelitales.
- Telefonía: Si bien la telefonía fija se mantiene aún con un crecimiento periódico, esta ha sido desplazada muy notablemente por la telefonía celular, tanto por la enorme cobertura que ofrece y la fácil accesibilidad. Existen 3 operadoras de telefonía fija, CNT (pública), TVCABLE y Claro (privadas) y cuatro operadoras de telefonía celular, Movistar, Claro y Tuenti (privadas) y CNT (pública).

- Radio: En la localidad existe una gran cantidad de sistemas radiales de transmisión nacional y local, e incluso de provincias y cantones vecinos.

- Medios televisivos: La mayoría de canales son nacionales, aunque se ha incluido canales locales recientemente.

## Deporte
La Liga Deportiva Cantonal de Salitre es el organismo rector del deporte en todo el Cantón Salitre y por ende en la urbe se ejerce su autoridad de control. El deporte más popular en la ciudad, al igual que en todo el país, es el fútbol, siendo el deporte con mayor convocatoria. Actualmente, no existe ningún club salitreño activo en el fútbol profesional ecuatoriano. Al ser una localidad pequeña en la época de las fundaciones de los grandes equipos del país, Salitre carece de un equipo simbólico de la ciudad, por lo que sus habitantes son aficionados en su mayoría de los clubes guayaquileños: Barcelona Sporting Club y Club Sport Emelec.